# Огюстен Бетанкур
Огюсте́н Бетанку́р (кат. Agustin Béthencourt i Molina, ісп. Agustín de Betancourt y Molina, рос. Августин Августинович Бетанкур, *1 лютого 1758, Пуерто-де-ла-Крус, Канарські острови — †14 (26) липня 1824, Санкт-Петербург, Російська імперія) — іспанський і російський інженер французько-каталонського походження, архітектор і вчений, один з фундаторів політехнічної освіти в Європі, організатор розбудови транспортної системи в Російській імперії.

## Біографія

### На службі Іспанії
Нащадок Жана IV де Бетанкура, сеньйора Канарських островів. Його прадід Маркос Франсіско де Бетенкур-і-Кастро був губернатором і генерал-капітан Венесуели. Син Огюстена Бетанкура-і-Кастро, торгівця вином та шовковими тканинами, та Леонор де Моліна-і-Бріонес. Огюстен Бетанкур народився 1 лютого 1758 року в містечку Пуерто-де-ла-Крус на острові Тенерифе (Канарські острови, Іспанія) у дворянській франко-каталонській родині.
Замолоду цікавився механікою. У 1776 році разом з сестрою Марією спроектував та збудував машину для кручення шовкових ниток, що приводилася у дію ногами та енергією вітра. 21 липня 1777 року поступив кадетом до Оротавського піхотного полку, де утравні 1778 року отримав звання лейтенанта. Згодом отримав стипендію від короля Карла III. що дозволило у листопаді 1778 року перебратися до Мадриду. У 1779—1780 року навкачався в Королівській тудії Сан-Ісідор, 1780—1781 роках — Королівській академії витончених мистецтв Сан-Фернандо. У квітні 1783 року відправлено на інспекцію Арагонського імператорського каналу. Невдовзі по поверненню представив королівському двору проект створення аеростату. 1784 року стає почесним членом Королівської академії витончених мистецтв Сан-Фернандо.
Невдовзі О.Бетанкура відправлено до Парижу для розширення знань з гидравліки та механіки. Під ч ас навчання здійснив поїздку до Лондона, де ознайомився з принципом дії парової машини Ватта. 1791 року в умовах розгортання революції у Франції повернувся до Мадриду.
Після чого був відправлений іспанським урядом у відрядження у найкультурніші західно-європейські країни для дослідження передових інженерних ідей, систем судноплавства, будівництва каналів, парових машин тощо. По поверненні до Іспанії Огюстен Бетанкур починає застосовувати свої знання і досвід на практиці.
У 1793 році проводить електричний телеграф між королівським палацом в Мадриді та королівською резиденцією в Аранхуесі. 1797 року, перебуваючи в Лондоні розробив оптичний телеграф.
У 1798 році він опікувався прокладанням оптичного телеграфу між Мадридом і Кадісом й організацією в Іспанії корпусу інженерів шляхів сполучення. У 1800 році Бетанкура призначили генерал-інспектором цього корпусу і членом фінансової ради, а у 1803 році — інтендантом армії і головним директором пошти.

### На російській службі
За посередництва російського посла в Мадриді І.Муравйова-Апостола Огюстен Бетанкур переїхав на службу до Росйської імперії у Санкт-Петербург.
Тут інженер знайшов великий простір для діяльності, як у теорії інженерних розробок і досліджень, так і на практиці будування. Він отримав чин генерал-майора і працював головою комітету міського будівництва у Санкт-Петербурзі (з 1816 року), головним директором шляхів сполучення Російської імперії (з 1819 і до 1822 року, коли він упав у немилість до російського уряду). Ще 1809 року Бетанкур заснував і беззмінно очолював до кінця життя Петербурзький Інститут корпуса інженерів шляхів сполучення. До самої смерті О.Бетанкур працював на будівництві.
Видатний інженер, будівничий, теоретик і практик, помер 14 липня 1824 року в Санкт-Петербурзі, де був похований на лютеранському (тоді) Смоленському кладовищі.

## Діяльність О.Бетанкура
Величезним є внесок О.Бетанкура в галузі містобудування, інженерії та шляхів сполучення в Російській імперії.
У 1811—13 інженер побудував перший у Санкт-Петербурзі міст через Малу Невку, що з'єднав острови Кам'яний і Аптекарський (згодом подібні мости були спроєктовані і зведені у Варшаві, Тулі та Петергофі).
Також Бетанкур спроєктував першу сучасну дорогу між двома російськими столицями, перебудував і реорганізував Тульський збройний завод, побудував гарматний двір у Казані, запровадив розроблене здебільшого ним самим устаткування на Олександрівській мануфактурі.
Після Наполеонівської французької окупації 1812 року монетарна система Російської система була зруйнована — саме О.Бетанкур побудував будівлю сучасного Держзнаку Росії і запустив до ладу більшість спроектованих ним же машин у ньому (остаточно представлений у 1818 році).

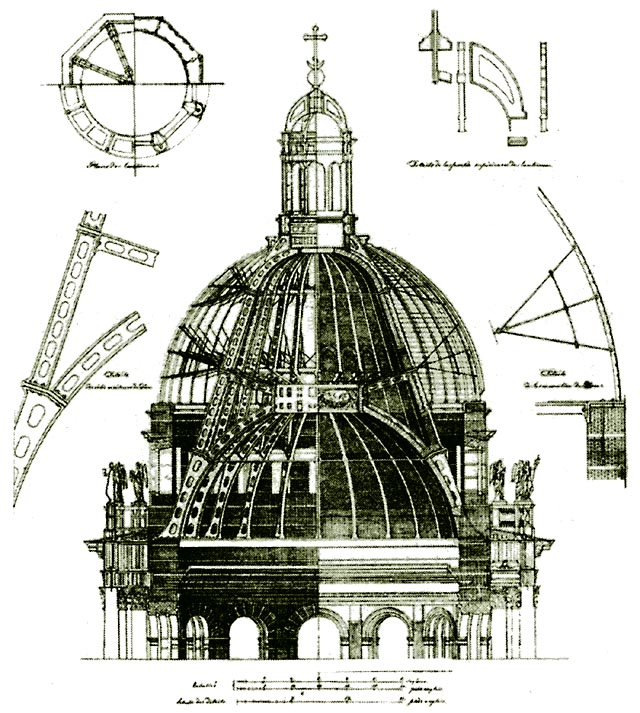
З креслень Ісаакієвського собору в Петербурзі, 1838

У галузі містобудування та архітектури визначними досягненнями О.Бетанкура є: влаштування у Москві екзерциргауза (критий плац для проведення військових оглядів), тепер — це площа Манеж (1817), багато будівель та інженерних споруд у Нижньому Новгороді (в т.ч. і розробка забудови лівого берега Оки, яку було здійснено в XIX ст.), Казані тощо. О.Бетанкур брав участь в інженерних кресленнях і загальному управлінні робіт (за наказом російського царя Олександра І під час будівництва Ісаакієвського собору в Петербурзі.
Разом з Чарльзом Бердом (англ. Charles Baird) Бетанкур розробив і втілив у життя будівництво першого російського пароплава «Єлизавета» (1815).

## О.Бетанкур і Україна
1820 року Огюстен Бетанкур здійснив дослідницьку подорож до Криму й Південної України. В ході її і потому вчений розробив цілісну систему транспортних зв'язків для економічного об'єднання регіонів України, особливо для розвитку річкового судноплавства.
Задля забезпечення виходу українських товарів на міжнародні ринки О.Бетанкур ініціював побудову від Керчі до Одеси портів, мостів та інших інженерних споруд приморської зони.
Освітні ідеї Огюстена Бетанкура вплинули також на організацію технічного навчання в Україні.